# FDJ-SUEZ/2025
Deze pagina geeft een overzicht van de vrouwenwielerploeg FDJ-Suez in 2025.

## Algemeen
UCI-code: FST
Sponsors: FDJ, Suez
Algemeen manager: Stephen Delcourt
Ploegleiders: Lars Boom, Lieselot Decroix, Nicolas Maire, Flavien Soenen
Fietsmerk: Specialized

## Rensters

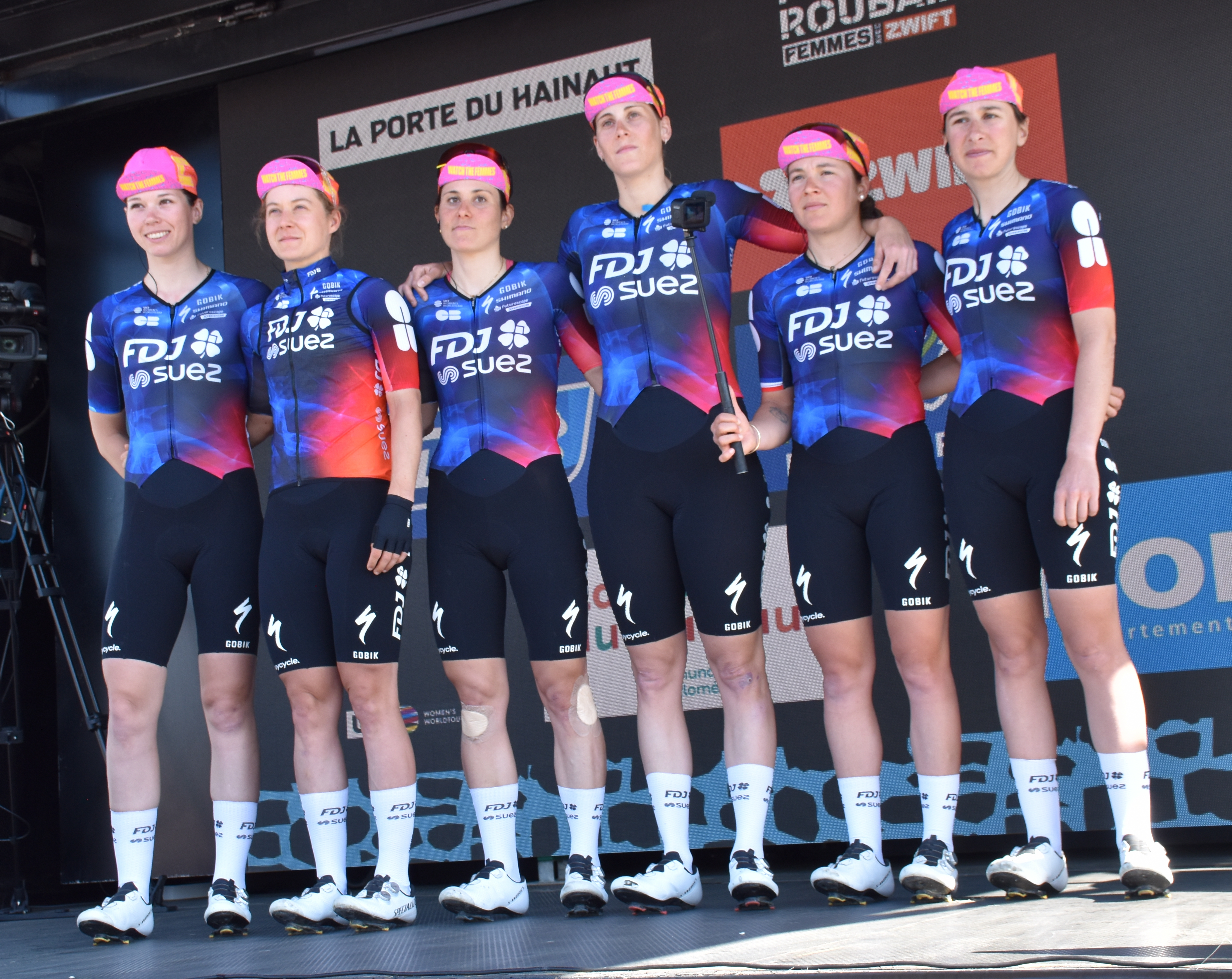
Het team in Parijs-Roubaix 2025.

| Naam              | Geboortedatum | Nationaliteit | Ploeg 2024                |
| ----------------- | ------------- | ------------- | ------------------------- |
| Loes Adegeest     | 07-08-1996    | Nederland     |                           |
| Nina Buysman      | 16-11-1997    | Nederland     |                           |
| Elise Chabbey     | 24-04-1993    | Zwitserland   | Canyon//SRAM Racing       |
| Léa Curinier      | 21-04-2001    | Frankrijk     |                           |
| Coralie Demay     | 10-10-1992    | Frankrijk     |                           |
| Eugénie Duval     | 03-05-1993    | Frankrijk     |                           |
| Célia Gery        | 04-01-2006    | Frankrijk     | -                         |
| Vittoria Guazzini | 26-12-2000    | Italië        |                           |
| Amber Kraak       | 29-07-1994    | Nederland     |                           |
| Juliette Labous   | 04-11-1998    | Frankrijk     | Team dsm-firmenich PostNL |
| Marie Le Net      | 25-01-2000    | Frankrijk     |                           |
| Lauren Molengraaf | 05-10-2005    | Nederland     |                           |
| Évita Muzic       | 26-05-1999    | Frankrijk     |                           |
| Églantine Rayer   | 12-06-2004    | Frankrijk     | Team dsm-firmenich PostNL |
| Alessia Vigilia   | 01-09-1999    | Italië        |                           |
| Demi Vollering    | 15-11-1996    | Nederland     | Team SD Worx-Protime      |
| Jade Wiel         | 02-04-2000    | Frankrijk     |                           |
| Ally Wollaston    | 04-01-2001    | Nieuw-Zeeland | AG Insurance-Soudal       |

### Vertrokken
| Naam                  | Geboortedatum | Nationaliteit | Ploeg 2025                |
| --------------------- | ------------- | ------------- | ------------------------- |
| Grace Brown           | 07-07-1992    | Australië     | Gestopt                   |
| Marta Cavalli         | 18-03-1998    | Italië        | Team dsm-firmenich PostNL |
| Cecilie Uttrup Ludwig | 23-08-1995    | Denemarken    | CANYON//SRAM zondacrypto  |
| Gladys Verhulst       | 02-01-1997    | Frankrijk     | AG Insurance-Soudal       |

## Overwinningen
| Nationale kampioenschappen wielrennen Frankrijk - weg: Marie Le Net Italië - tijdrit: Vittoria Guazzini Surf Coast Classic Ally Wollaston Cadel Evans Great Ocean Road Race Ally Wollaston Wielerweek van Valencia 1e etappe: Demi Vollering Eindklassement: Demi Vollering Ploegenklassement: *1) Clásica de Almería Ally Wollaston Strade Bianche Demi Vollering Ronde van Spanje 5e etappe: Demi Vollering 7e etappe: Demi Vollering Eindklassement: Demi Vollering Bergklassement: Demi Vollering Ploegenklassement: *2) | Ronde van het Baskenland 3e etappe: Demi Vollering Eindklassement: Demi Vollering Bergklassement: Demi Vollering Ronde van Burgos Ploegenklassement: *3) Ronde van Catalonië 1e etappe: Elise Chabbey 2e etappe: Demi Vollering 3e etappe: Loes Adegeest Eindklassement: Demi Vollering Puntenklassement: Demi Vollering Bergklassement: Demi Vollering Ronde van Groot-Brittannië Eindklassement: Ally Wollaston Ploegenklassement: *4) Ronde van de Pyreneeën 1e etappe: Ally Wollaston | Ronde van Zwitserland 2e etappe: Amber Kraak Ronde van Frankrijk Bergklassement: Elise Chabbey Ploegenklassement: *5) Ronde van Romandië 2e etappe: Elise Chabbey Eindklassement: Elise Chabbey |

*1) Ploeg Wielerweek van Valencia: Buysman, Chabbey, Duval, Kraak, Muzic, Vollering, Wiel
*2) Ploeg Ronde van Spanje: Adegeest, Labous, Le Net, Muzic, Guazzini, Vollering, Wollaston
*3) Ploeg Ronde van Burgos: Chabbey, Duval, Gery, Labous, Vigilia, Wollaston
*4) Ploeg Ronde van Groot-Brittannië: Gery, Kraak, Le Net, Vigilia, Wiel, Wollaston
*5) Ploeg Tour de France Femmes 2025: Vollering, Chabbey, Kraak, Labous, Le Net, Muzic, Wollaston
AG Insurance-Soudal · Canyon//SRAM zondacrypto  · Ceratizit-WNT Pro Cycling · FDJ-SUEZ · Fenix-Deceuninck · Human Powered Health · Lidl-Trek · Liv AlUla Jayco · Movistar · Roland · Team Picnic PostNL · SD Worx-Protime · Team Visma|Lease a Bike · UAE Team ADQ · Uno-X Mobility